# 石井辰哉
石井 辰哉（いしい たつや、1969年 - ）は英語教育者。関西学院大学文学部を卒業。イギリスに留学し、TOEICのスコアを500点台から900点まで半年で伸ばした経験を持つ。TOEIC・TOEFL・英検対策のTIPS（滋賀県草津市）を設立し、自ら教えている。
TOEIC対策としては第一人者と言え、TOEIC上級者向けの著作を多く著している。
ケンブリッジ英検特級 (CPE)、オックスフォード英検上級、TOEIC 990点満点 （Listening 495点 Reading 495点）、実用英検1級既得

## 著書

### 英語学習法
- 『TOEIC Test 実践勉強法』 （ベレ出版、1999年） ISBN 493907613X / 文庫 PHP研究所 2003年 ISBN 4569578896
- 『TOEICテスト730点とれる「通勤時間」革命 -- 「1回15 分×3カ月」で、英語むきの性格に変わる』  （青春出版社、2001年） ISBN 4413032764
- 『英語力を上げる実践勉強法』 （ベレ出版、2000年） ISBN 4939076431

### TOEIC 対策
- 『TOEIC Test 文法完全攻略 -- 必須単語も同時に身につく 』 （明日香出版社、1998年） ISBN 4756901492
- 『TOEIC Test リーディング -- 完全攻略文法・長文読解問題○秘テクニック』 （明日香出版社、1998年） ISBN 475690162X
- 『TOEIC Test 900点突破 対策と問題』 （ベレ出版、1999年） ISBN 4939076091
- 『TOEIC Test 900点突破 必須英単語』 （ベレ出版、2000年） ISBN 493907630X
- 『TOEIC Test 文法別問題集 200点upを狙う780問』 （講談社、2001年） ISBN 4062108305
- 『TOEIC test 文法直前模試 200点UPを狙う240問』 （講談社、2006年） ISBN 406213361X
- 『TOEIC Test 全パート完全攻略』 （アルク、2002年）  ISBN 4757405189

### 英単語
- 『石井辰哉の意外な意味をもつ英単語』 （講談社、2004年） ISBN 4062121050